# جيمس نويز

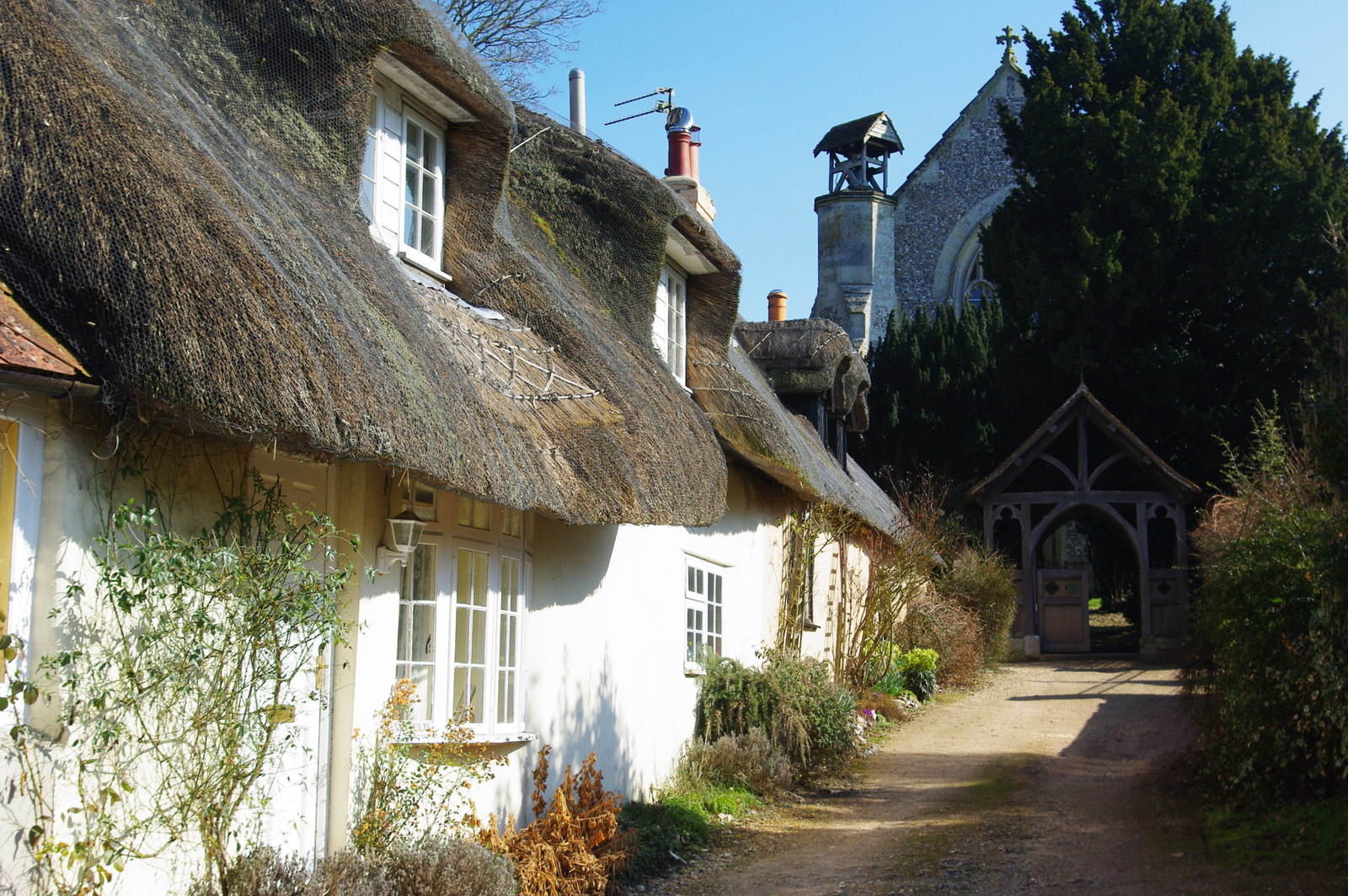
أكواخ قديمة بالقرب من كنيسة Cholderton ، ويلتشير

جيمس نويز (قس) هو من مواليد 1608، ويلتشير، إنجلترا - توفي في 22 أكتوبر 1656، نيوبري، مستعمرة خليج ماساتشوستس) هو رجل دين هاجر إلى ماساتشوستس. كان مؤسس نيوبري، ماساتشوستس.

## سيرة شخصية
كان جيمس نويز الابن الخامس للقس. وليم نويز من شولدرتون، ويلتشير، وزوجته آن. تلقى تعليمه تحت إشراف والده، وتلقى الكثير من التعليمات من باركر، التحق بكلية براسينوس، أكسفورد في عام 1627، لكنه لم يتقدم إلى درجة. بعد الدراسة في دبلن وأكسفورد وليدين، عاد باركر للتدريس في نيوبري في بيركشاير، في عام 1633، تزوج جيمس من سارة، الابنة الكبرى لجوزيف براون من ساوثهامبتون وزوجته سارة هيبرت، وفي مارس 1634، هاجر باركر ونويس مع شقيقه نيكولاس نويز وابن أخيه جون وودبريدج وعائلاتهم إلى نيو انجلاند. أبحروا على متن ماري وجون من لندن، برفقة هرقل : تم احتجاز السفينة في نهر التايمز حيث وقع جميع الركاب قسم الولاء للملك والكنيسة قبل السماح لهم بالإبحار من لندن.
أثناء الرحلة قام باركر ونويس بالوعظ أو الشرح كل يوم، أحدهما في الصباح والآخر في فترة ما بعد الظهر، وكانا «وافرين في الصلاة». عند وصولهم في مايو 1634، وصلوا إلى اليابسة في نانتاسكت في مستعمرة خليج ماساتشوستس. ذهب توماس باركر مع حوالي 100 آخرين إلى المزرعة الجديدة في أجوام (إبسويتش، ماساتشوستس) حيث ساعد كمدرس ناثانيال وارد في منصب القس. خدم جيمس نويز في البداية في ميدفورد، مستوطنة على الجانب الشمالي من نهر ميستيك وضعت لماثيو كرادوك. تم تجميع الكنيسة (العاشرة في المستعمرة)، وأصبح توماس باركر القس، وجيمس نويز، على الرغم من دعوته أيضًا إلى خدمة في ووترتاون، فضل الانضمام إلى صديقه العزيز في نيوبري كمعلم. كلاهما بقي هناك لبقية حياتهما. أعد نويز وباركر الطلاب لجامعة هارفارد، ورفضوا جميع التعويضات مقابل خدماتهم: تم تدريس اثني عشر أو أربعة عشر تلميذًا في وقت واحد في منزل جيمس نويز، حيث يعيش الرجلان.

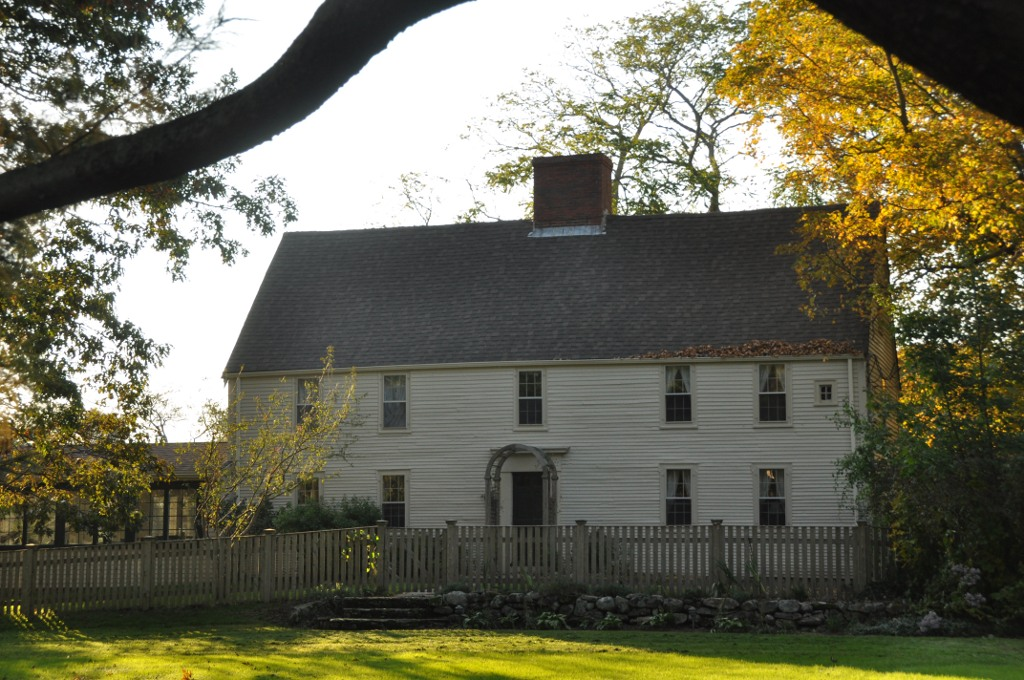
المنزل في نيوبري ، ماساتشوستس حيث سكن توماس باركر وجيمس نويز

الصورة التالية لنويس لتوماس باركر تستحق الاقتباس بالكامل:
"لقد كان رجلاً ذا مؤهلات فردية: في التفوق في التقوى، وعدو عنيد لكل بدعة وانشقاق، وأقدر محاربًا ضدها. كان ذا توجس واسع وجاهز، اختراع كبير، حكم أعمق، ذاكرة نادرة، عنيدة، شاملة، ثابتة وغير قابلة للحركة في تصوراته الراسخة، مؤكد في الكلام والكلام، دون تسرع، لطيف وخفيف في التعبير، بدون كل شغف أو لغة استفزازية؛ ولأنه كان معارضًا بارزًا، فإنه لن يستفز خصمه أبدًا، وأنقذ بالضربات القصيرة وثقل الجدل. لقد كان محبًا للغاية وحنونًا ومتواضعًا،

لقد كان مستشارًا ممتازًا في الشكوك، وكان بإمكانه أن يضرب عرض الشعرة، مثل بنيامين، وأن يُسرع من شباك العطور. كان يحظى باحترام وتقدير كبير في البلاد، وكانت وفاته ندوبًا شديدًا. أعتقد أنه يمكن اعتباره من بين أعظم القيمين في عصره".
منزل جيمس نويز، تم بناؤه في كاليفورنيا 1646، هو منزل تاريخي، أضيف إلى السجل الوطني للأماكن التاريخية عام 1990. 

## كتابات
- تم قياس الهيكل: أو مسح موجز للمعبد الصوفي، وهو كنيسة المسيح المؤسسة (بالنسبة إلى إدموند باكستون، لندن 1647).[13]
- كتاب تعليمي قصير من تأليف السيد جيمس نويس، المعلم المتأخر لكنيسة المسيح في نيوبري، لاستخدام الأطفال هناك (طبعه صموئيل جرين ومارمادوك جونسون، كامبريدج 1661).[14]
- موسى وهارون، أو حقوق الكنيسة والدولة (بواسطة TR لـ ايموند باكستون، لندن 1661).[15]

## التعليم
كان جيمس نويز من ستونينجتون، كونيتيكت، من أوائل أمناء كلية ييل، وهي مجموعة من عشرة قساوسة مصلين، يُعرفون الآن باسم «المؤسسون». أسمائهم المحفورة تصطف على واجهة قاعة وودبريدج في جامعة يالي. تم تسمية المبنى تيموثي وودبريدج

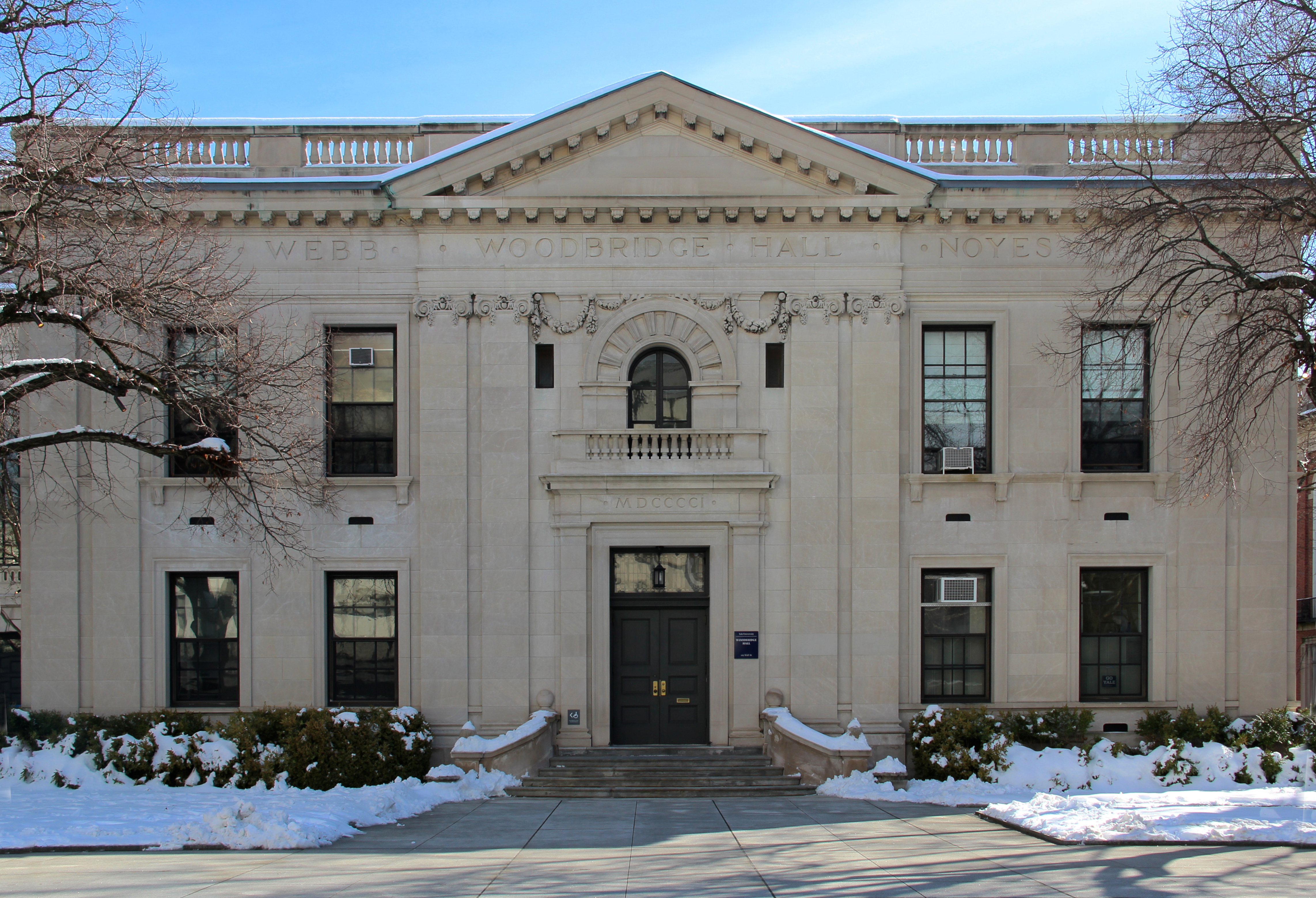
قاعة وودبريدج

## العائلة
ابنه جيمس نويز الثاني (ولد في 11 مارس 1640، نيوبري - 30 ديسمبر 1719، ستونينجتون، كونيتيكت) كان أيضًا رجل دين وأسس كلية ييل، وكان مستشارًا للشؤون المدنية في الفترات الحرجة من مستعمرته، كما مارس الطب بنجاح، وغالبًا ما كان أحفاده وزراء ومعلمين، وسارة نويز هي الجدة الكبرى للبطل الأمريكي ناثان هيل.

## روابط خارجية
- Noyes، Horatio Nathaniel (1889). Noyes' genealogy: Record of a branch of the descendants of Rev. James Noyes, Newbury, 1634-1656.
- جيمس نويز على موقع فايند أغريف